# Pettiboneia wui
Pettiboneia wui är en ringmaskart som beskrevs av María Andrea Carrasco och Palma 2000. Pettiboneia wui ingår i släktet Pettiboneia och familjen Dorvilleidae. Inga underarter finns listade i Catalogue of Life.